# السنديانة (حيفا)

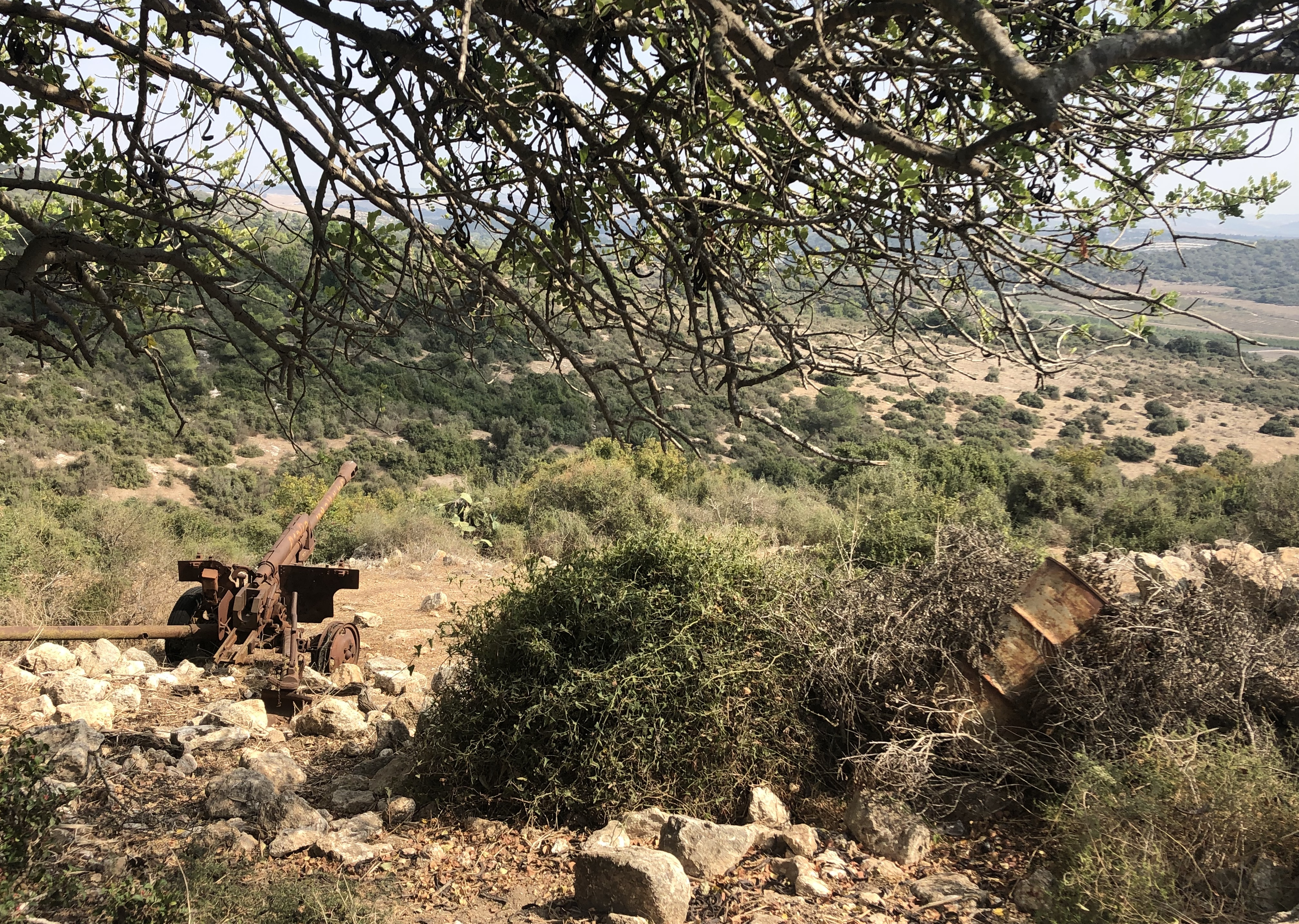

السنديانة، هي قرية فلسطينية تم تهجيرها وتشريد سكانها من قبل قوات الأيتسل الصهيونية، خلال حرب عام 1948. وهي إحدى قرى بلاد الروحاء وتتبع لقضاء حيفا، يبعد موقع القرية 29 كم عن حيفا في الاتجاه الجنوب الشرقي، وكانت تحدها من الشرق قرية صبارين المهجرة ومن الغرب بريكة وبنيامينا وزخرون يعقوب وإلى جنوبها يمر وادي الزرقاء (التماسيح).

## التسمية
كلمة (السنديانة) فارسية الأصل وهو نوع من الشجر، وسميت بهذا الاسم لوفرة أشجار السنديان والبلوط في محيطها.

## الموقع الجغرافي
تقع إلى الجنوب من مدينة حيفا وتبعد عنها 29 كم وترتفع 125م عن سطح البحر وهي قرية حديثة أقامها نازلوها الذين يعودون بأصلهم إلى قريتي عرابة وأم الفحم، بلغت مساحة أراضيها 15172 دونمأً وتحيط بها أراضي قرى قنير، المراح، أم الشوف، صبارين وبريكة، وإلى جنوبها يمر وادي الخضيرة في مجراه الأوسط، الذي يسمى وادي الزرقاء (التماسيح) عند بمنطقة مروره عند قيسارية. يحيط بالقرية العديد من البقاع والخرب الأثرية منها: خربة العجمي، خربة الست ليلى، وخربة الخضيرة.

## السكان
قدر عدد سكانها عام 1922 حوالي 276 نسمة، وفي عام 1945 حوالي (1250) نسمة، قامت المنظمات الصهيونية المسلحة بهدم القرية وتشريد أهلها البالغ عددهم عام 1948 حوالي 1450 نسمة، وكان ذلك في 12-5-1948 وعلى أنقاضها أقام الصهاينة مستعمرة "أفيئيل [الإنجليزية]” عام 1949.

## تاريخ القرية
سكان السنديانة قبل النكبة يعودون بأصلهم إلى عرابة وأم الفحم -أو قرية فحمة حسب مصادر أُخرى- وسكنوها منذ أكثر من قرنين،
إلا أن جذور القرية ضاربة بالتاريخ، ففي خِرَب القرية الأثرية أُسس أبنية دارسة وفخاريات وأوان متنوعة، وعلى مسافة أخرى تقع خربة رصيصة التي بها فسيفساء وأعمدة ومعصرة عنب منقورة في الصخر؛ مما يدل بأن القرية كانت موقعا آهلاً بالسكان أيام الرومان البيزنطيين.

## وصف القرية والزراعة فيها
يذكر كتاب كي لا ننسى أنها كانت القرية مبنية على تلّين صغيرين يقعان جنوبي شرقي سفح جبل الكرمل، على أطراف المنطقة المعروفة ببلاد الروحاء (( بلاد الكرمة زكية الرائحة)). كان التل الأكبر مستدير الشكل، بينما كان التل الأصغر، الواقع إلى الشرق منه، بيضويا يتجه محوره من الشمال الغربي إلى الجنوب الشرقي. وكانت طرق فرعية تربط السنديانة بالقرى المجاورة وبطريق عام متصل بالطريق العام الساحلي. أما سكانها الأصليين، فقد قدموا من قريتين مجاورتين هما أم الفحم وعرابة وهم الذين بنوا القرية منذ أكثر من قرنين.
في أواخر القرن التاسع عشر كانت السنديانة تقع على مرتفع من الأرض وفيها عين ماء (عين التينة) عند أسفلها، وقدر عدد سكانها آنئذ بنحو 300 نسمة، يزرعون 22 فدانا (الفدان = 100-250 دونما). وكانت منازل السنديانة مبنية بالحجارة. وكان فيها مدرسة ابتدائية للبنين. أمَها نحو 200 تلميذ في 1942/ 1943. وكانت آبارها الكثيرة تمد سكانها بالمياه للاستخدام المنزلي والري، وكان سكانها يحصلون رزقهم من الزراعة وتربية المواشي، وكانوا يهتمون في الدرجة الأولى بزراعة الحبوب والخضروات ولا سيما البندورة. في 1944/1945، كان ما مجموعه 7313 دونما مخصصا للحبوب، و 525 دونما مرويا أو مستخدما للبساتين، منها 200 دونم للزيتون. وكان موقع الخربة الأثري يقع على بعد 2 كلم إلى الجنوب الغربي من السنديانة. والشائع أن هذا الموقع يحتوي على أسس أبنية دارسة وفخاريات كما شوهدت على سطحه قطع صغيرة من أوان متنوعة. وعلى مسافة ما من السنديانة، كانت تقع خربة رصيصة التي يوحي ما يوجد فيها، من فسيفساء وأعمدة ومعصرة عنب منقورة في الصخر. بأنها كانت موقعا أهلا أيام الرومان- البيزنطيين.

## القرية اليوم
الموقع مسيج بأسلاك شائكة، وتشاهد أكوام من الحجارة وأنقاض المنازل المدمرة مبعثرة بين الأشواك ونبات الصبار وشجر التين والزيتون والنخيل. ويستخدم الإسرائيليون الأراضي المحيطة بها مرعى للمواشي.

## المغتصبات الصهيونية على أراضي القرية
في سنة 1949، أنشئت مستعمرة أفيئيل [الإنجليزية] على أراضي القرية، إلى الجنوب الغربي من موقعها.

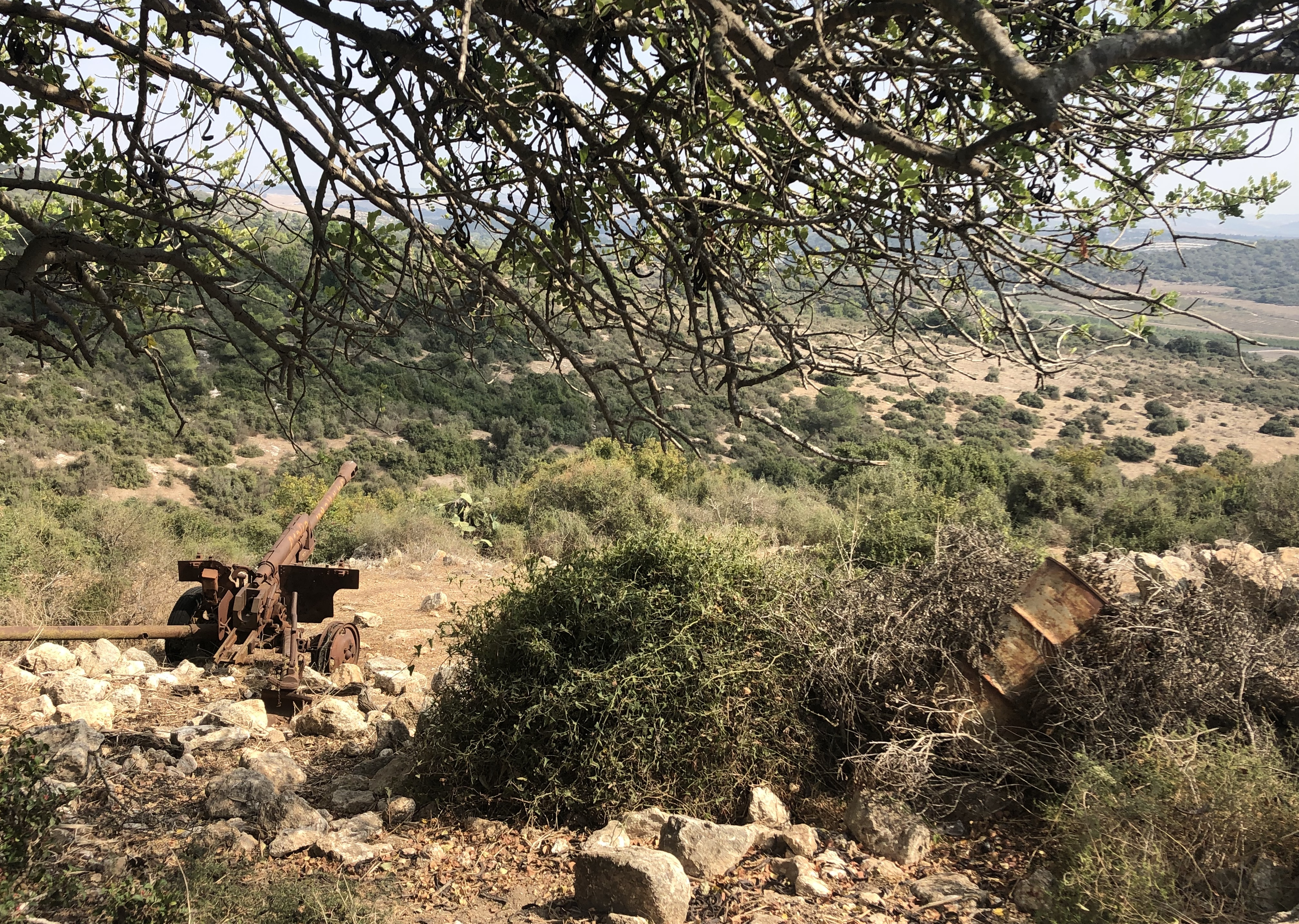
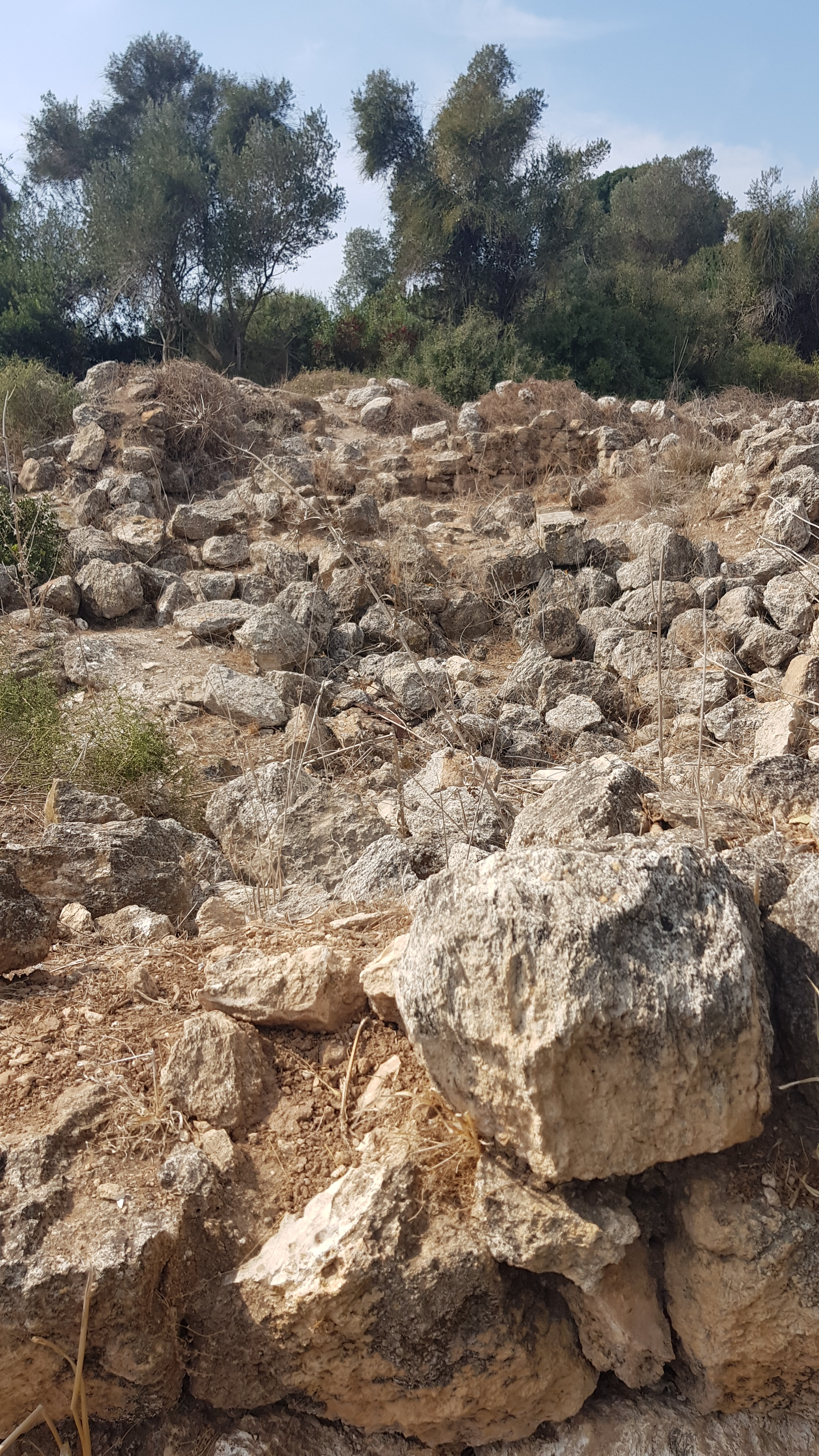
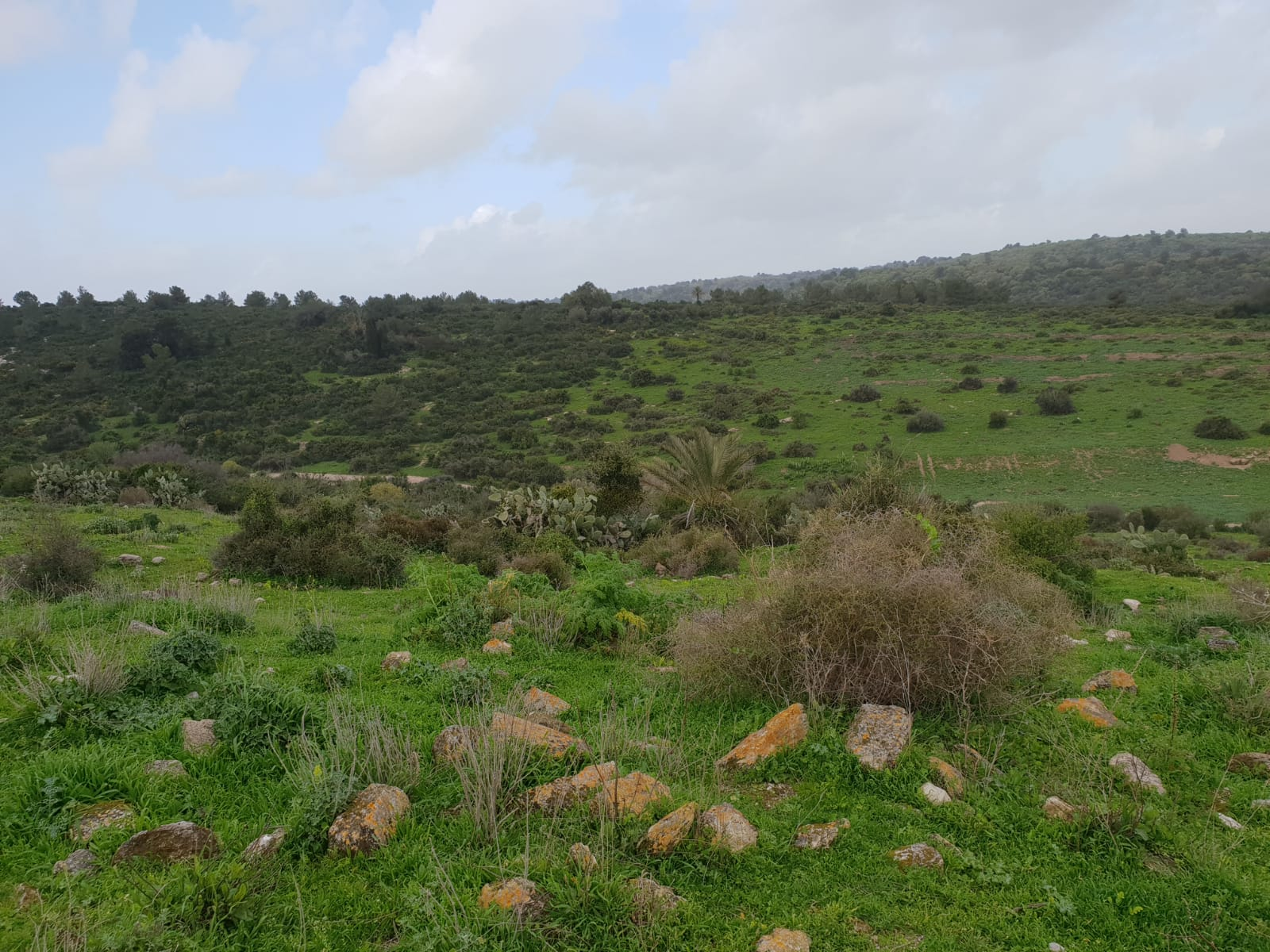
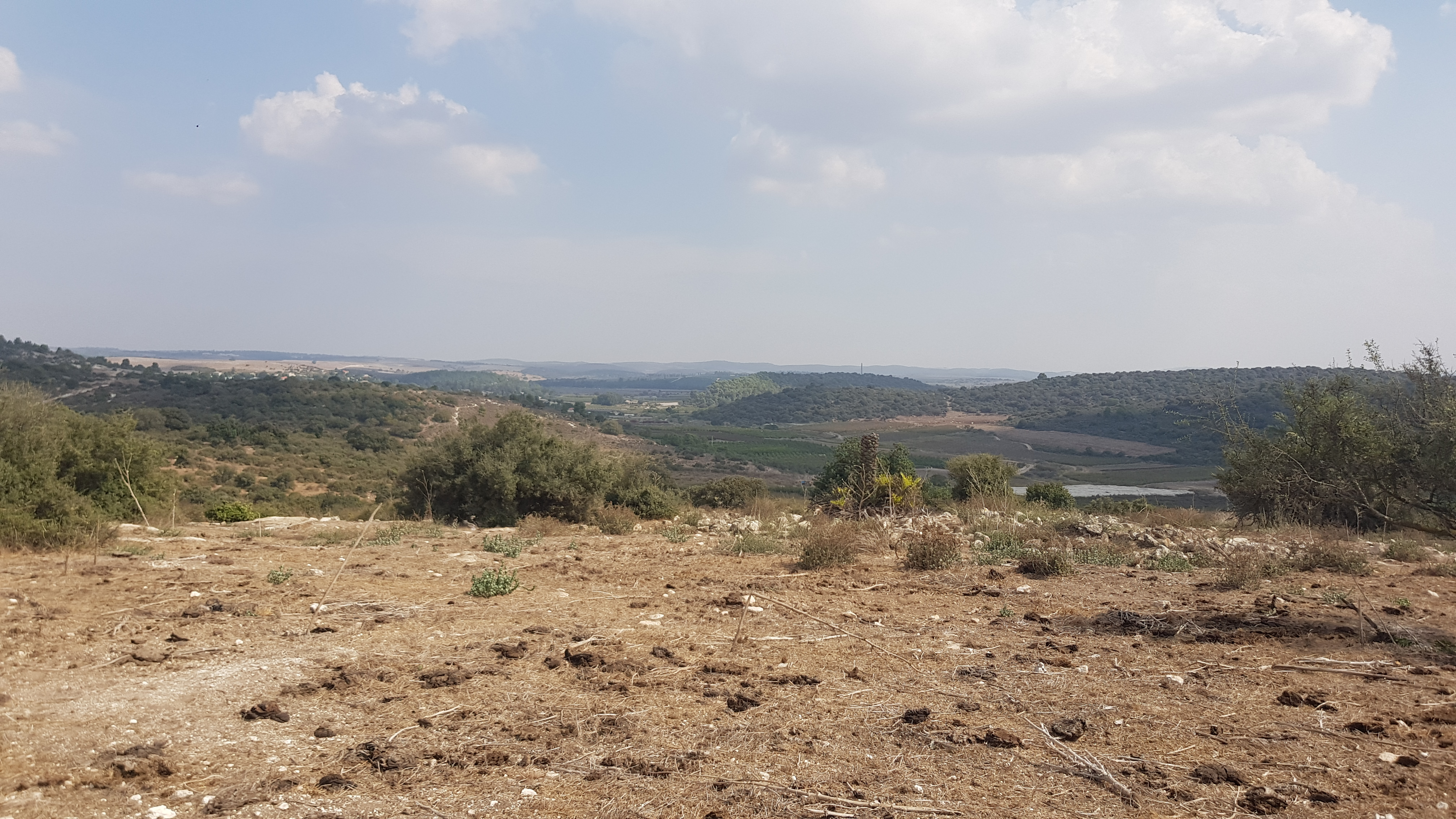
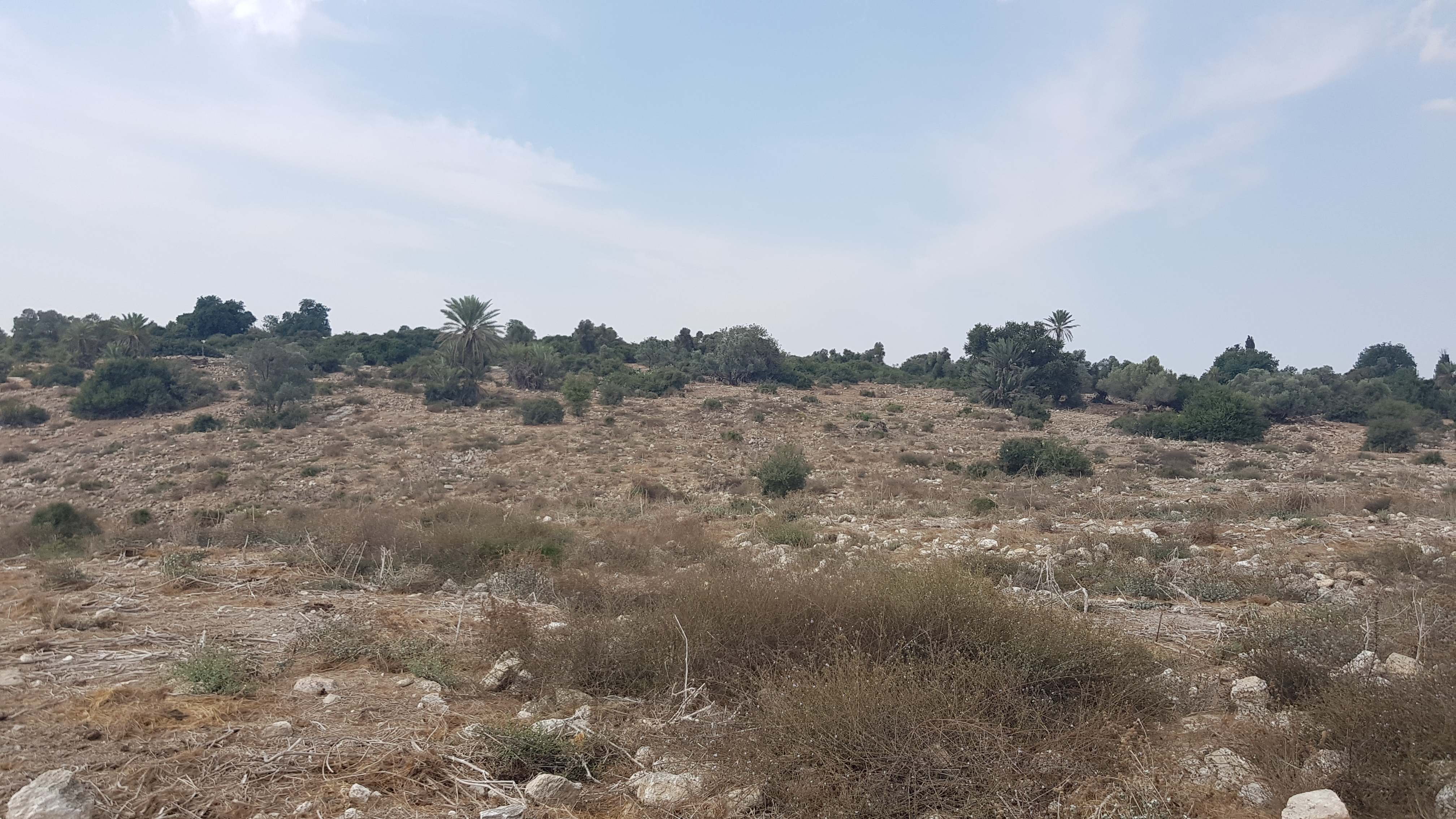
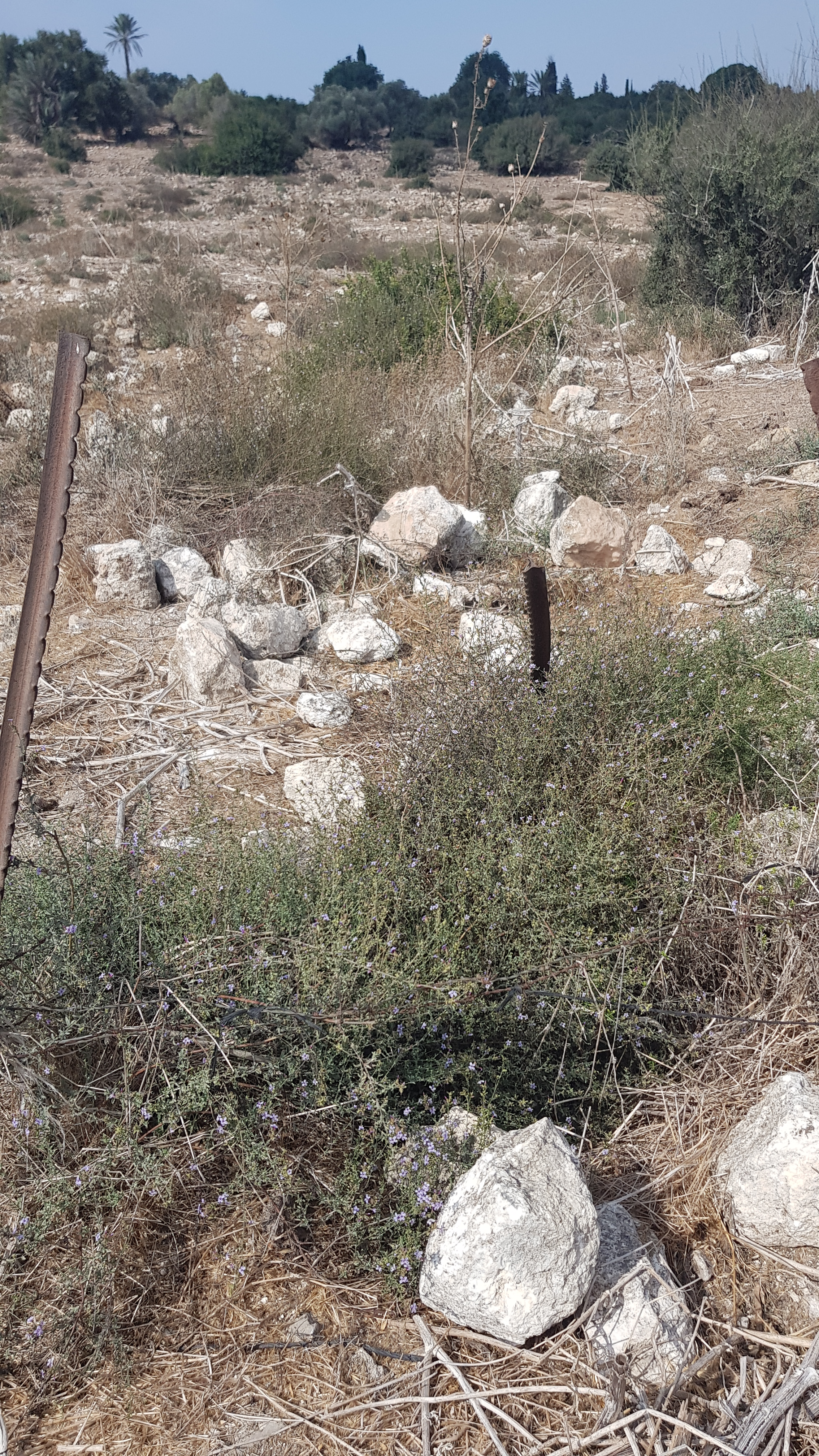

## وصلات خارجية
- موقع فلسطين في الذاكرة (السنديانة، حيفا)
- المركز الوطني لحماية الجذور الفلسطينية (السنديانة، حيفا)